# Donald Lathrap
Donald Ward Lathrap (Califórnia, 4 de abril de 1927 – Illinois, 13 de maio de 1990) foi um arqueólogo estadunidense.

## Biografia
Lapthrap se formou no Colégio de Berkeley e, posteriormente, em bacharel na área da antropologia na University of Califórnia, em Berkeley. Ele foi inspirado durante a faculdade pelos pesquisadores Alfred Louis Kroeber e Carl O. Sauer, que o ajudaram em seu interesse pelo desenvolvimento da cultura histórica nas áreas tropicais das Américas.
Ainda em Berkely, Lapthrap trabalhou como assistente no California Archaeological Survey, pesquisando e analisando a história da Califórnia. Na Lowie Museum of Anthropology, também em Berkeley, ele analisava artefatos e coleções arqueológicas. Na década de 1950, ele ingressou na Universidade Harvard com orientação de Gordon Willey durante a sua dissertação de mestrado. Em 1956, ele conseguiu uma bolsa da American Museum of Natural History para financiar seus estudos.
Em 1959 ele entrou no departamento de antropologia da Universidade de Illinois em Urbana-Champaign. A medotologia de ensino de Lathrap envolvia dados nos quais, ele esperava que os estudantes usassem na construção de modelos/teorias adequados. Ele também supervisionava mestrados e doutorados relacionados às áreas geográficas, físico antropológicas e etnobotânicas. Em 1962 ele finalizou sua dissertação, que até hoje não foi publicada, porém boa parte de suas pesquisas foram lançadas em seu livro The Upper Amazon (O Alto Amazonas).
Seu foco de pesquisa sempre foi a arqueologia sul-americana, principalmente na amazônia brasileira e peruana, mas também realizou escavações na Califórnia e no oeste dos Estados Unidos. Seus debates sobre a ocupação humana pré-histórica na Amazônia, confrontavam diretamente as visões propostas pela Betty Meggers. Lathrap e seus adeptos acreditavam que a amazônia central (região do atual município de Iranduba, no estado do Amazonas) seria um importante centro de dispersão e difusão de tecnologia e cultura, associado aos povos falantes do tronco Tupi e da Tradição Polícroma da Amazônia.
Ele faleceu em 1990 após sofrer de um embolismo de uma cirurgia no abdómen.

## Alguns dos trabalhos produzidos
- Lathrap, Donald W. 1970 The Upper Amazon. Ancient Peoples and Places, v. 70.
- Lathrap, Donald W. 1973 "The Antiquity and Importance of Long-Distance Trade Relationships in the Moist Tropics of Pre-Columbian South America, " World Archaeology, 5(2): 170-186.
- Lathrap, Donald W. 1975 Ancient Ecuador-culture, clay and creativity, 3000-300 B.C. = El Ecuador antiguo-cultura, cerámica y creatividad, 3000-300 A.C.: [catalogue of an exhibit organized by Field Museum of Natural History, 18 de abril-5 de agosto, 1975].
- Lathrap, D.W. 1977 "Our Father the Cayman, Our Mother the Gourd: Spinden Revisited, or a Unitary Model for the Emergence of Agriculture in the New World, " pp. 713–752 in Origins of Agriculture, edited by C. A. Reed.
- DeBoer, Warren R., and Donald Lathrap 1979 "The Making and Breaking of Shipibo-Conibo Ceramics". In Ethnoarchaeology: Implications of Ethnography for Archaeology, edited by C. Kramer, pp. 102–138. Columbia University Press, New York.